# Verőce (Komitat Pest)
Verőce (deutsch Werowitz, slowakisch Verovce) ist eine ungarische Gemeinde im Kreis Szob im Komitat  Pest.

## Geografie
Verőce erstreckt sich über eine Fläche von 20,33 km². Die Gemeinde liegt 40 km nördlich der Hauptstadt Budapest und 15 km östlich von Szob im Donauknie.

## Geschichte
Name des Ortes wurde erstmals in einer Urkunde in den Jahren zwischen 1444 und 1460 erwähnt.
Er war im Besitz des Bistums Vác und war bereits im 14. Jahrhundert ein Oppidum.
Während der türkischen Besatzung wurde die Bevölkerung dezimiert, ähnlich wie bei den benachbarten Orten Nagymaros und Visegrád.
Nach einer Schlacht zwischen Türken und Ungarn wurde im Jahre 1598 Verőce erneut Besitz des Bistums Vác.
Nach der türkischen Besetzung wurde das Dorf von Ungarn aus dem Felvidék, Slowaken und Deutschen wieder aufgebaut.
Mit der Verwaltungsreform von 1950 wurde der im Komitat Nógrád liegende Kreis Szob, und somit auch Verőce, dem Komitat Pest angegliedert. 1965 wurde der Name der Siedlung von Nógrádverőce in Verőce geändert. Am 31. Dezember 1974 wurde Kismaros eingemeindet der Name Verőcemaros verwendet. Am 1. Januar 1990 wurde Kismaros wieder eigenständig.

## Sehenswürdigkeiten
- Das Heimatmuseum,
- Die Katholische Kirche
- Die reformierte Kirche
- Das Palais des Bischofs Migazzi
- Das Géza-Gorka-Keramikmuseum

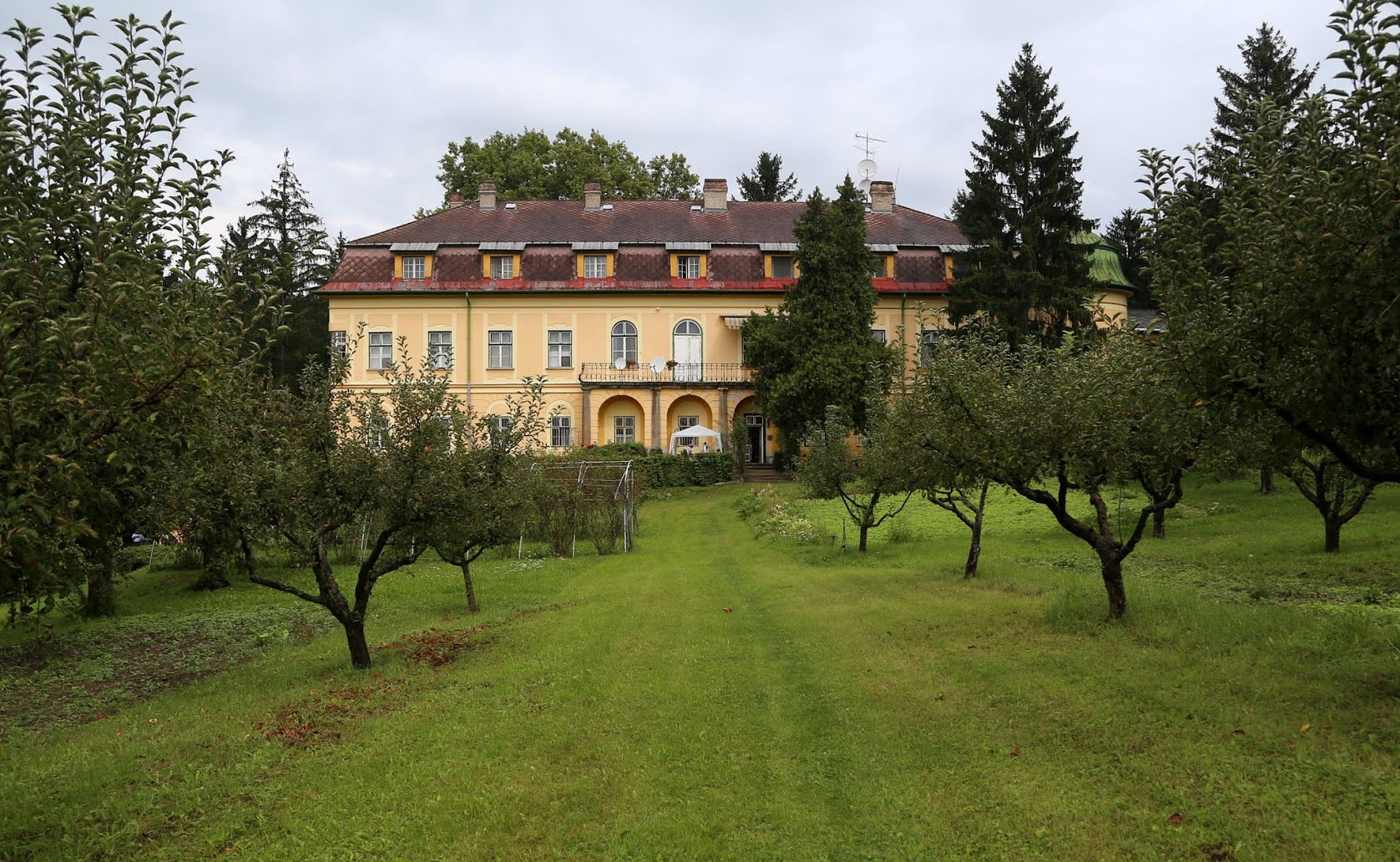
Das Migazzi-Palais

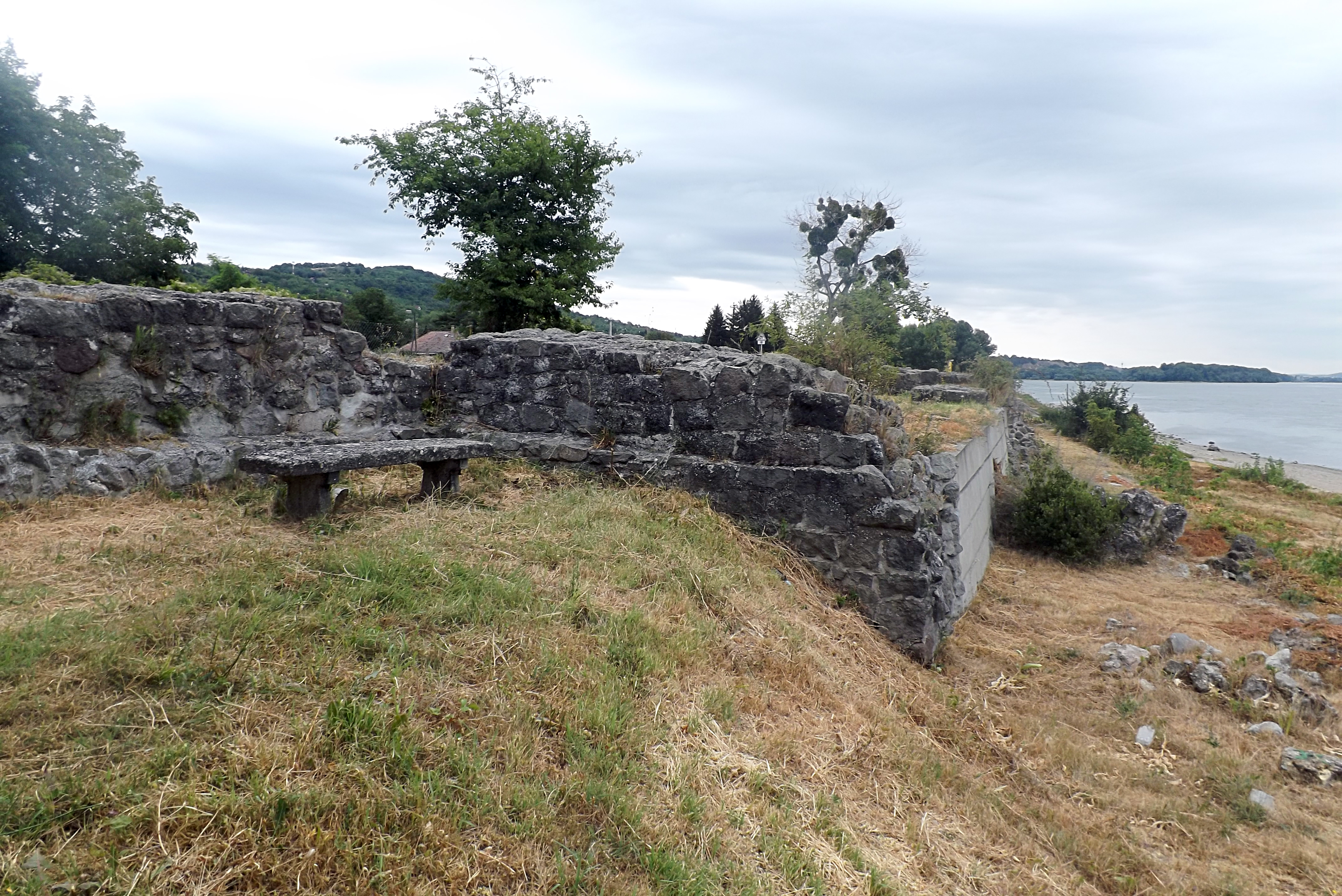
Ruine des römischen Brückenkopfes

- Die  Ruine des römischen Brückenkopfes (Burgus Verőcemaros-Dunamező)

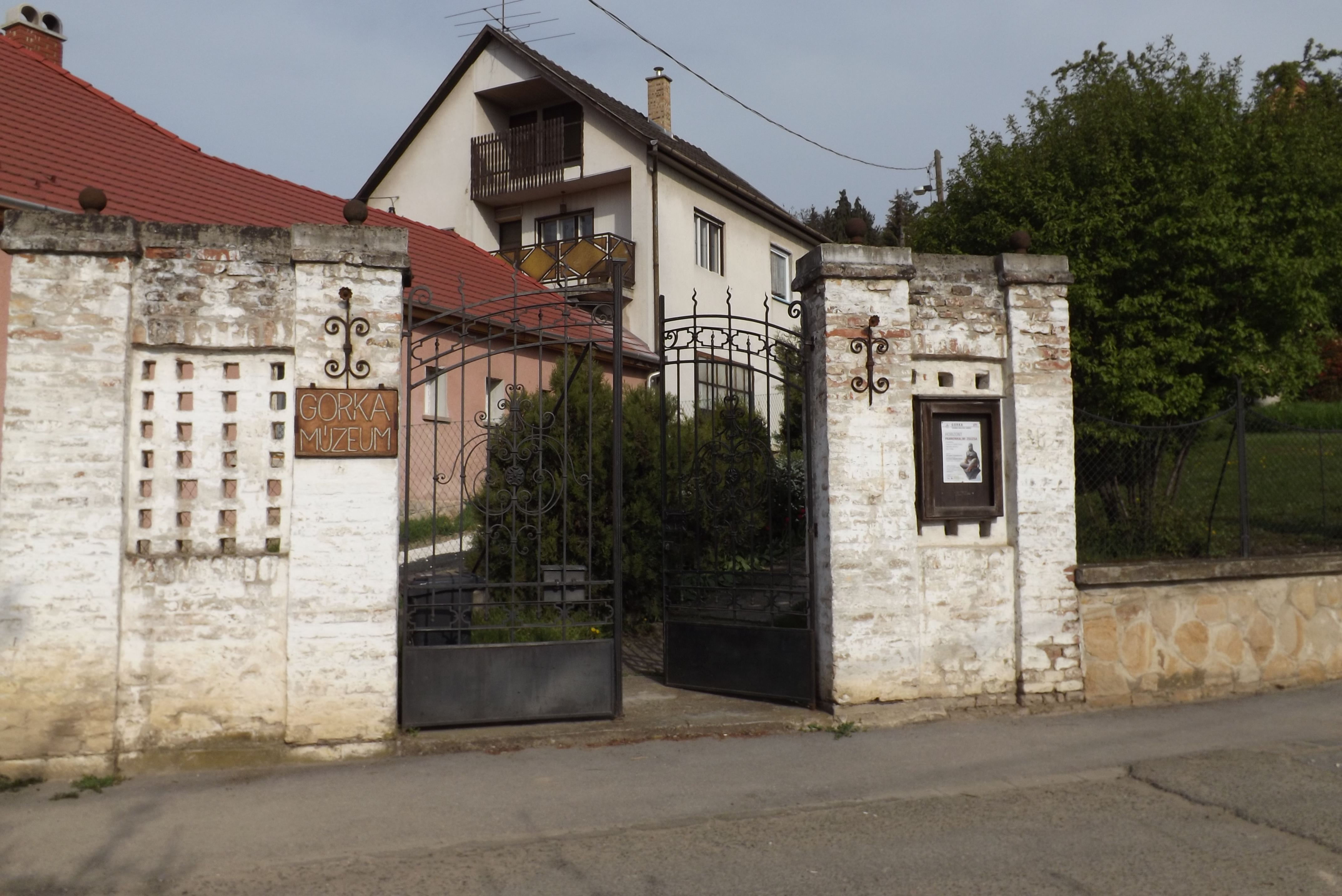
Géza-Gorka-Gedenkmuseum

- Das Radiomuseum

## Galerie

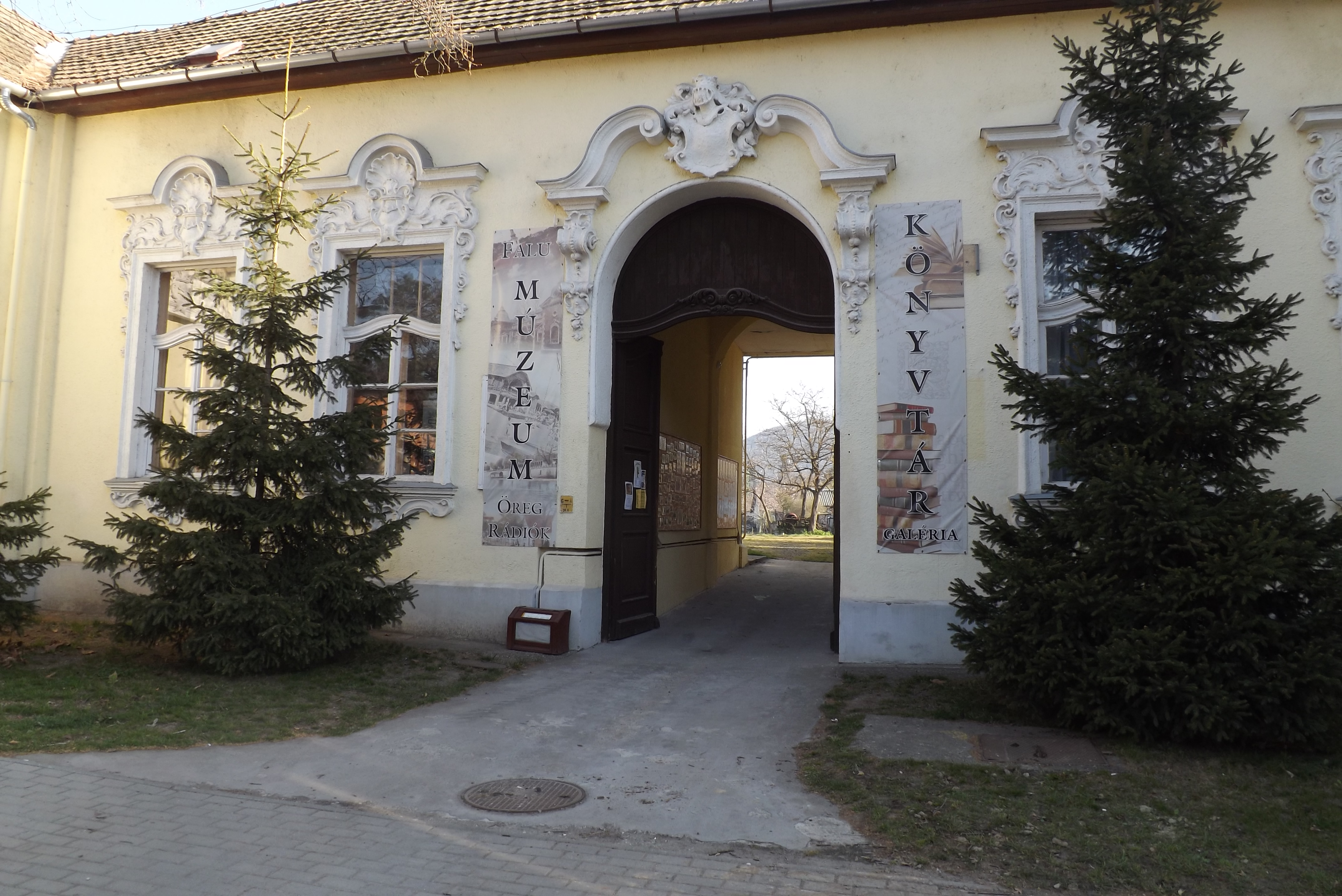
Das Museum
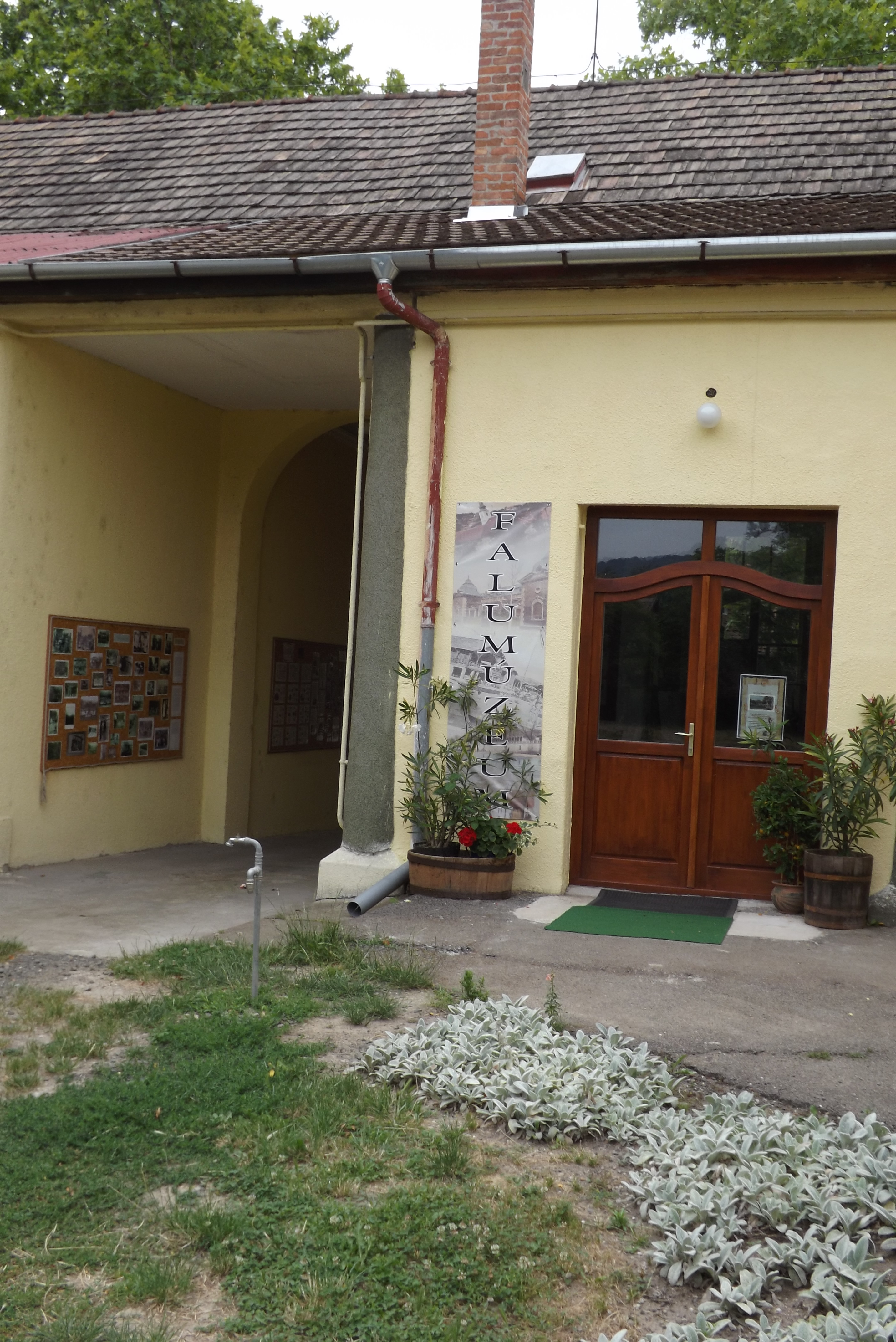
Eingang des Museums
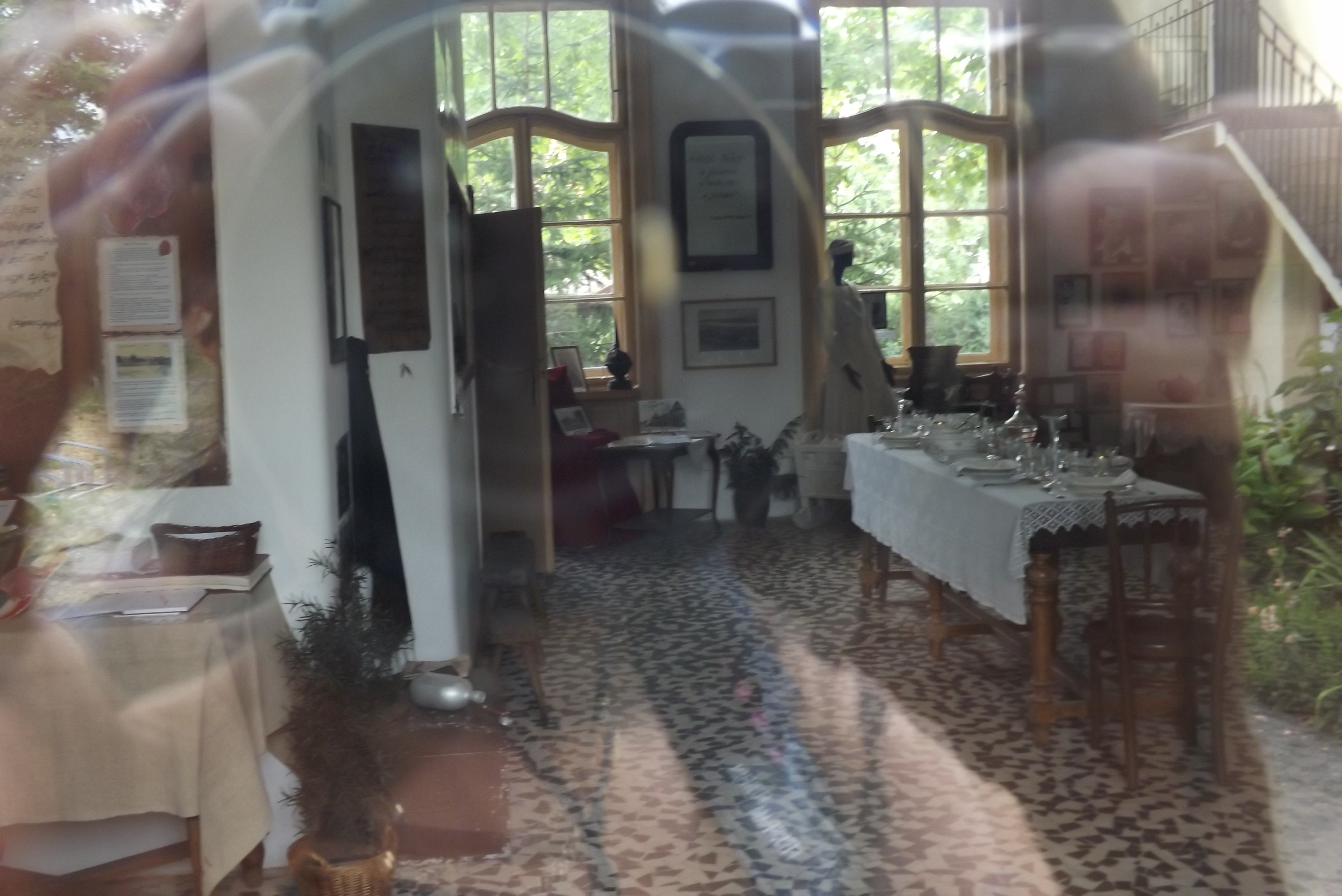
Das Dorfmuseum
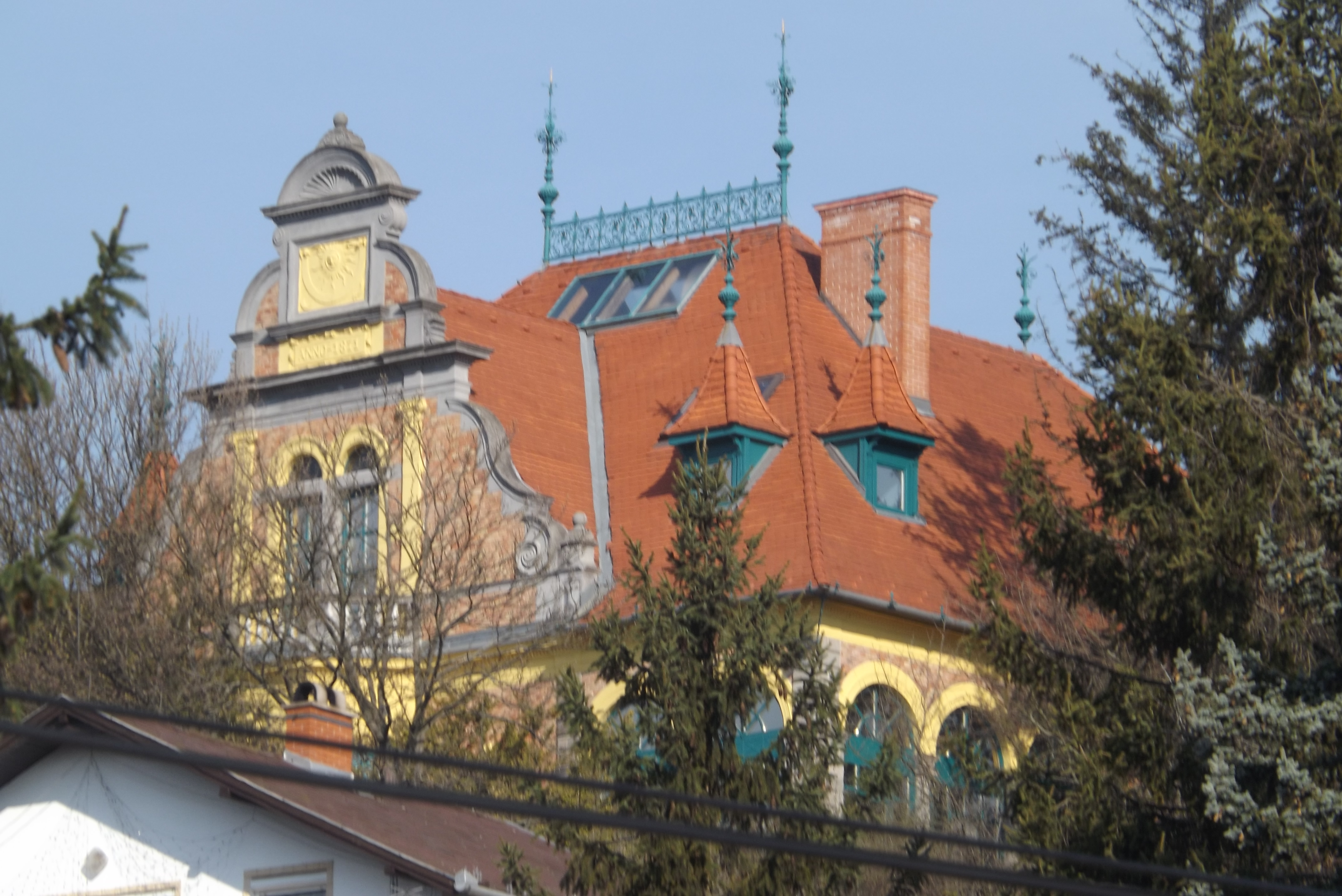
Karl Huszár-Puffys ehemalige Villa
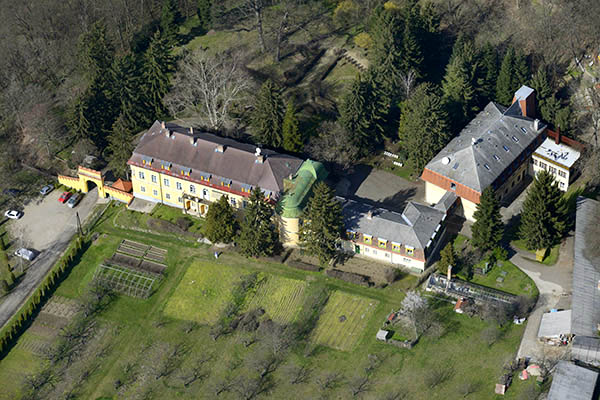
Palais Migazzi
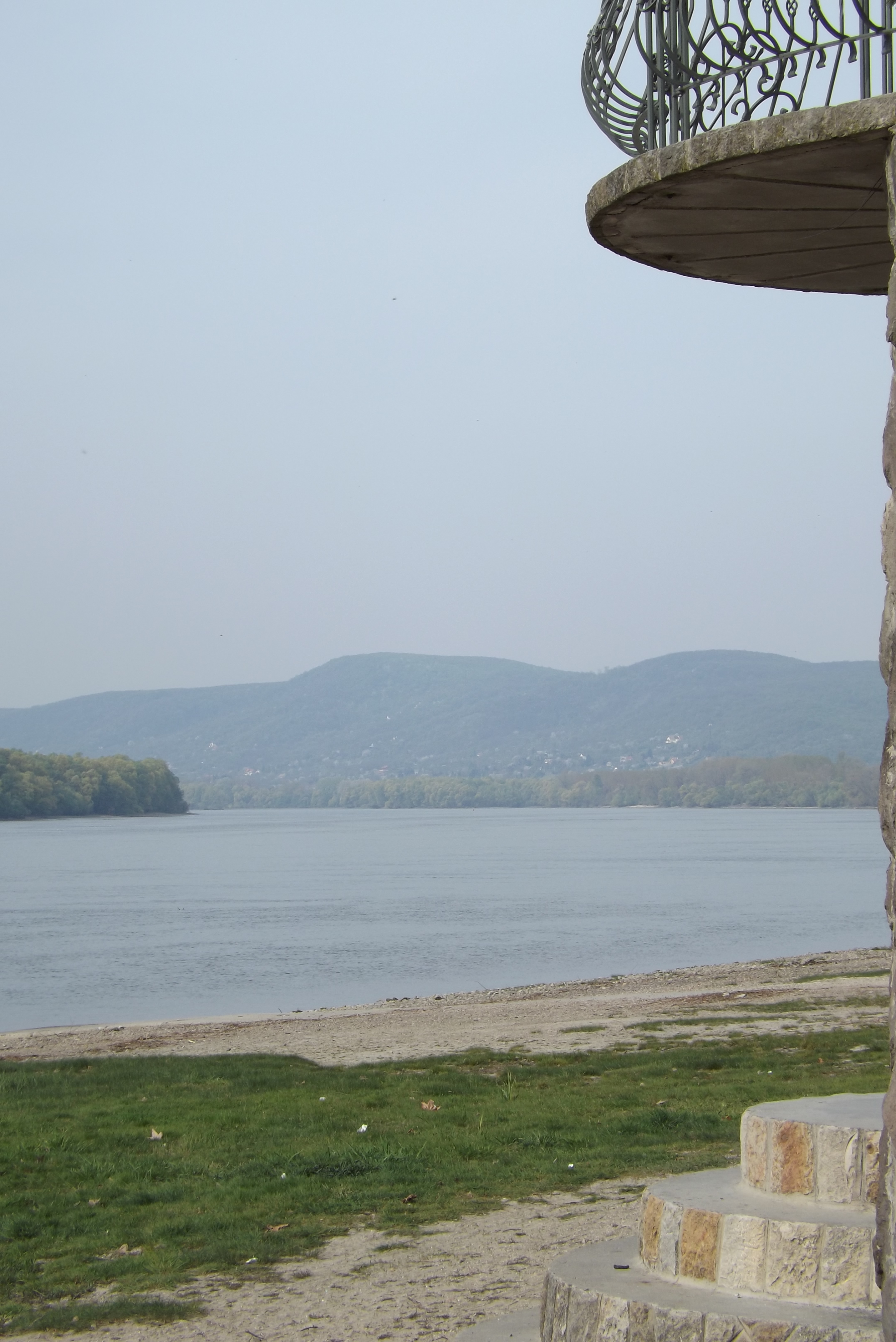
Die Donau
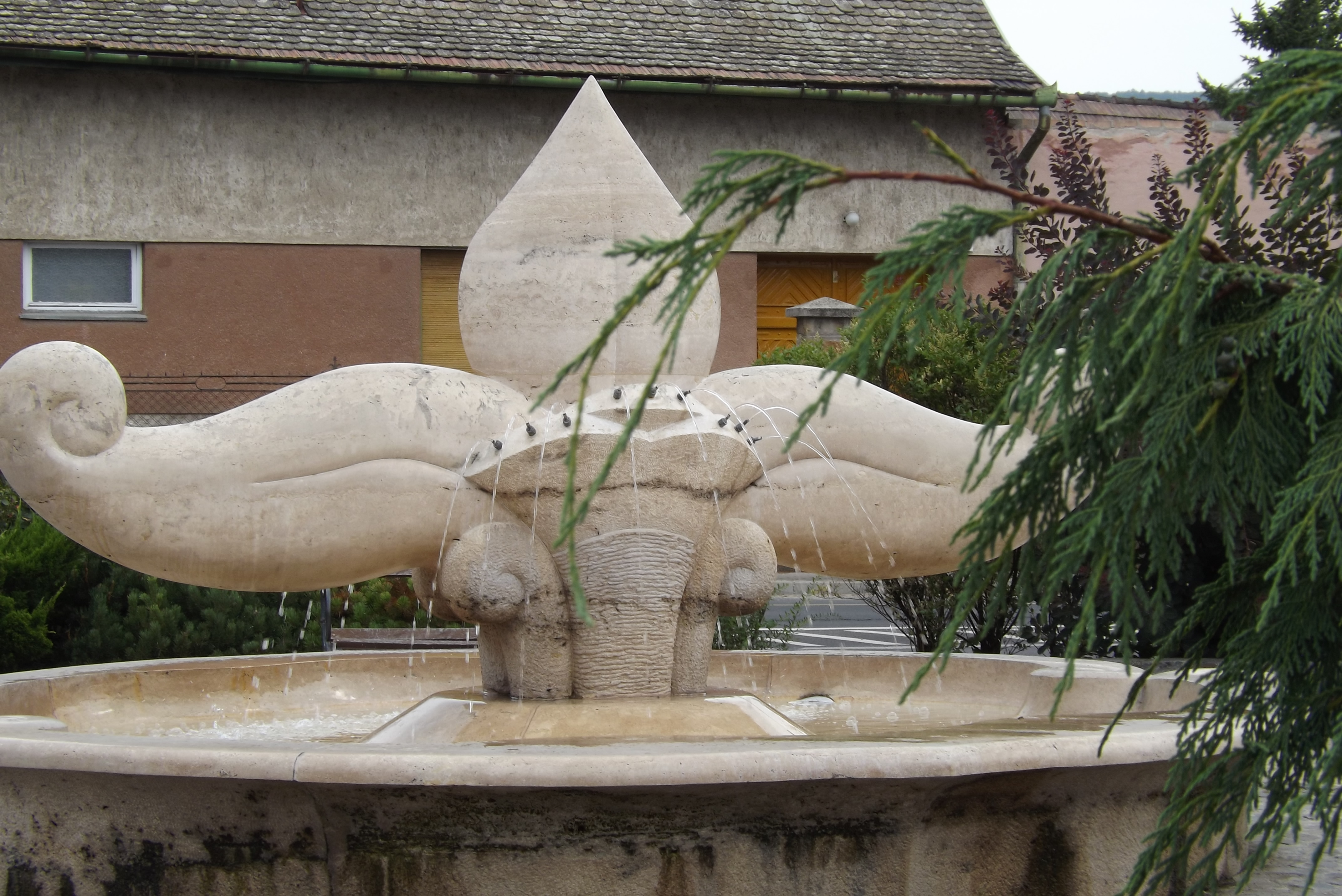
Brunnen auf dem Hauptplatz
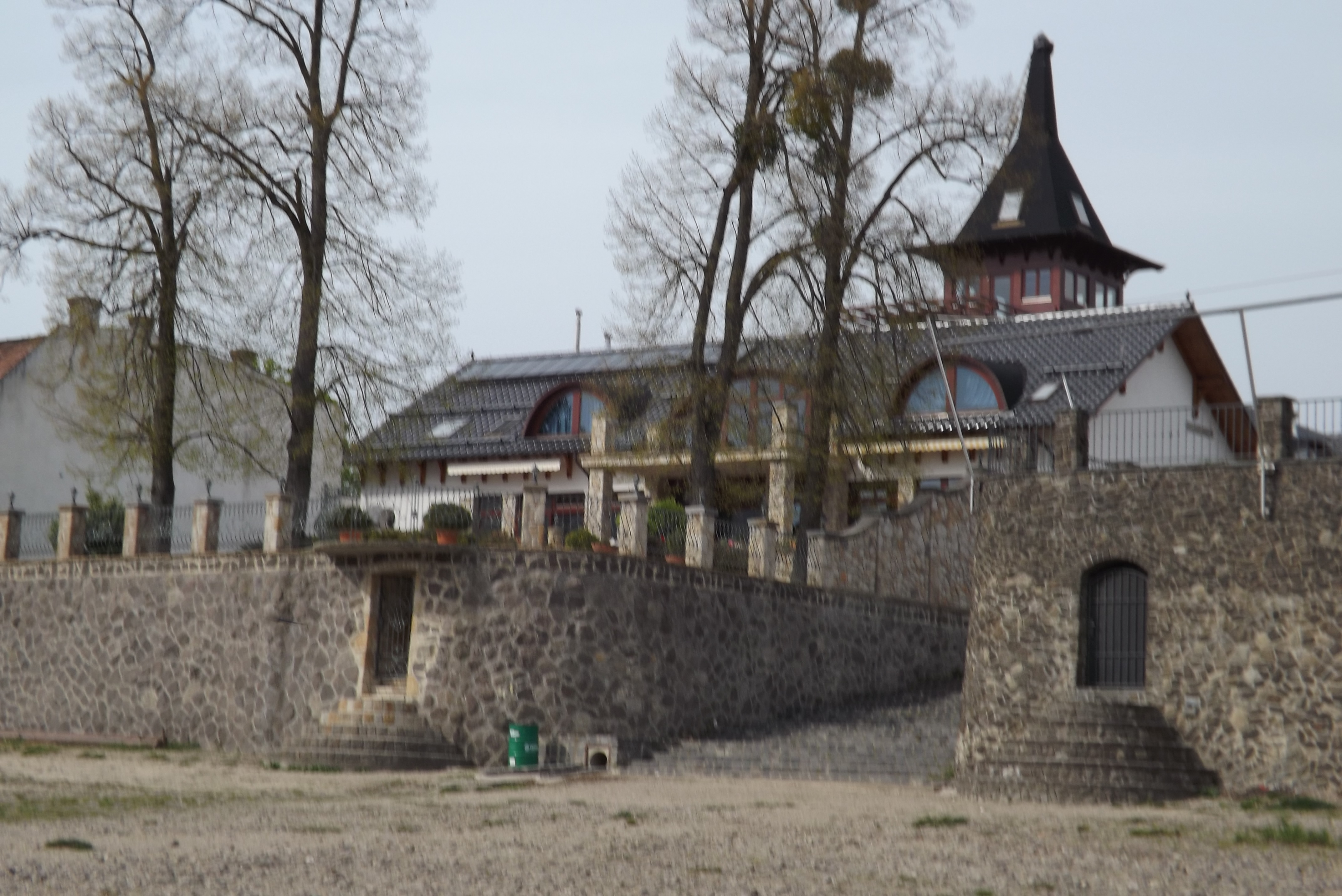
Schutzmauer am Donauufer
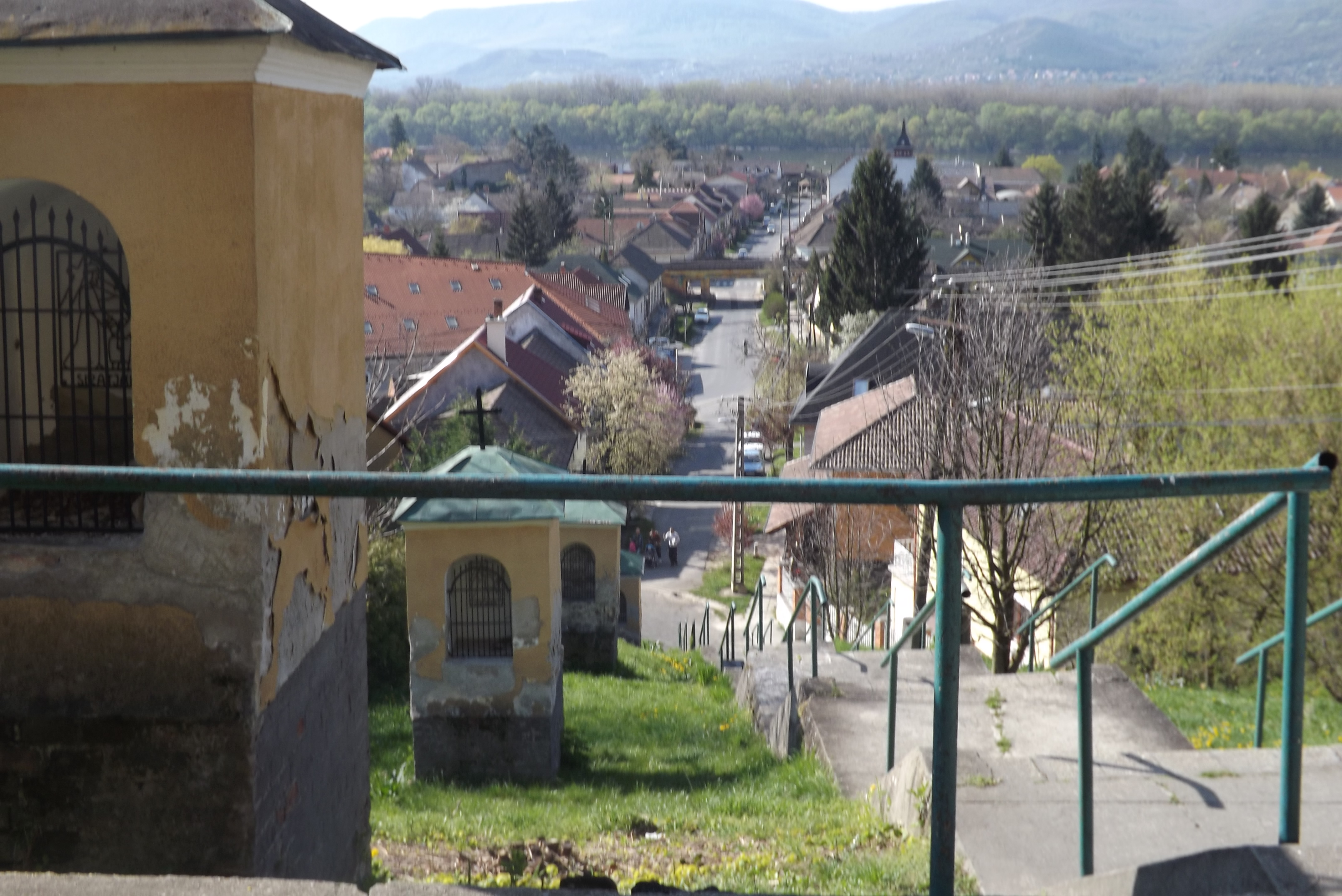
An der katholischen Kirche
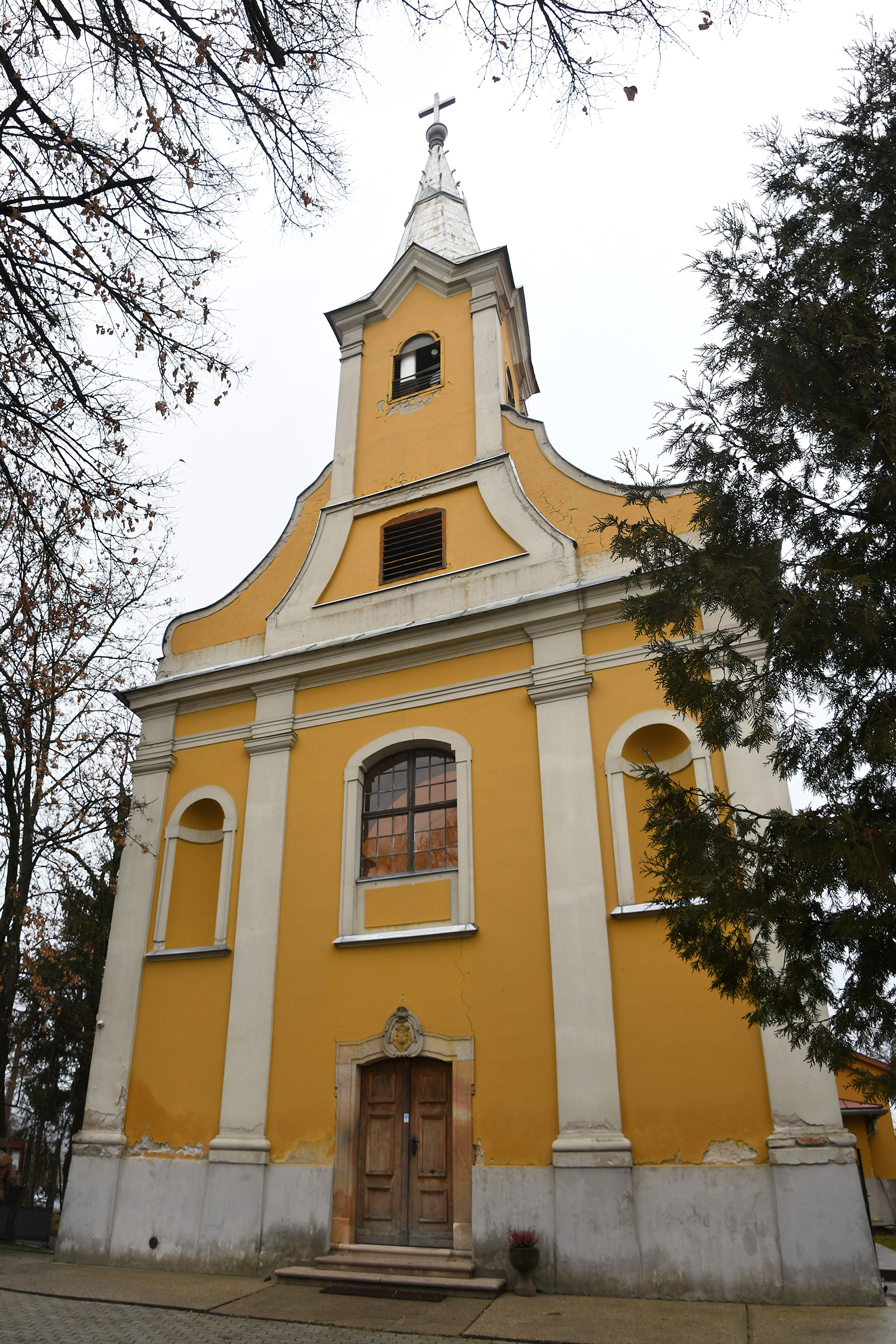
Katholische Kirche
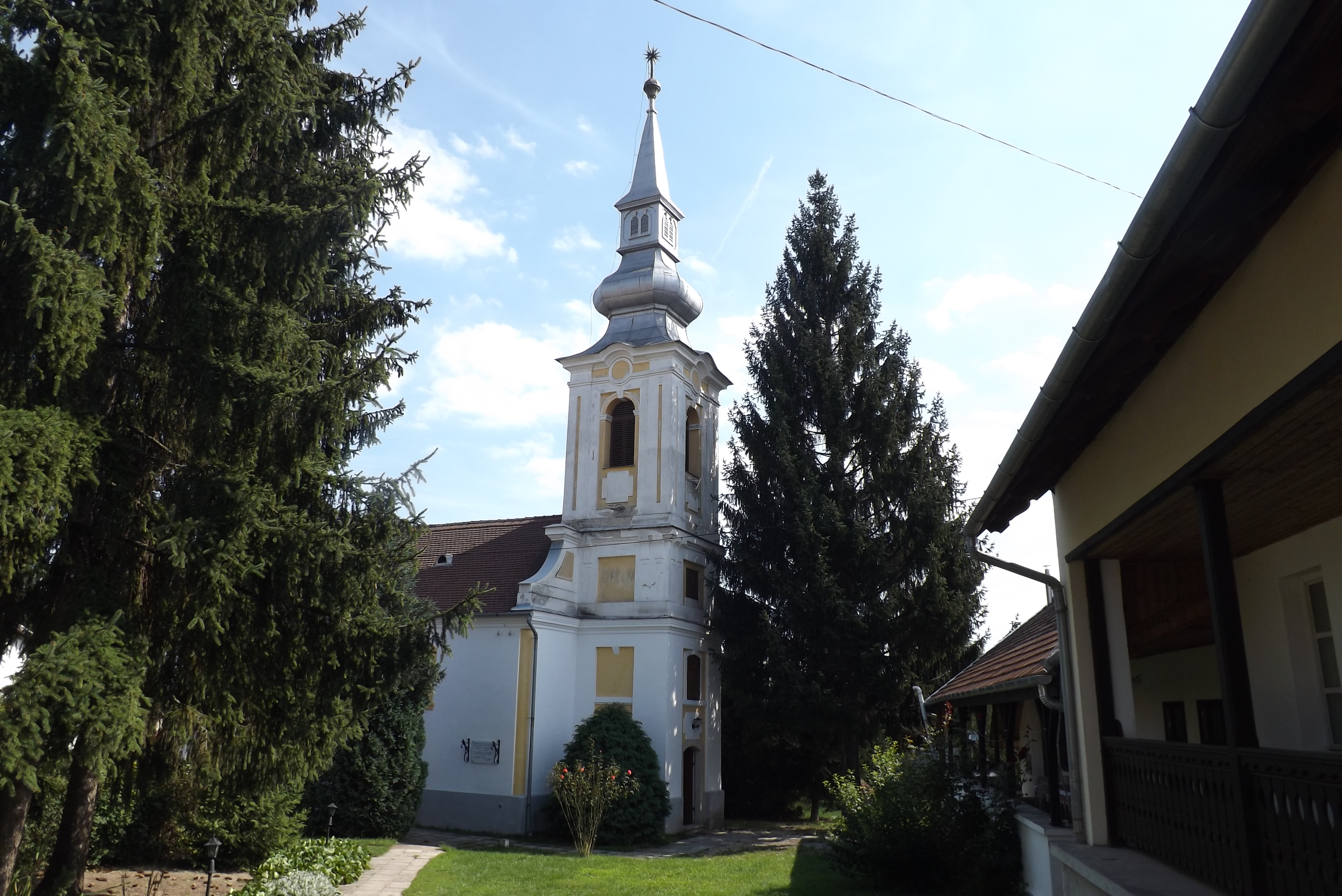
Reformierte Kirche
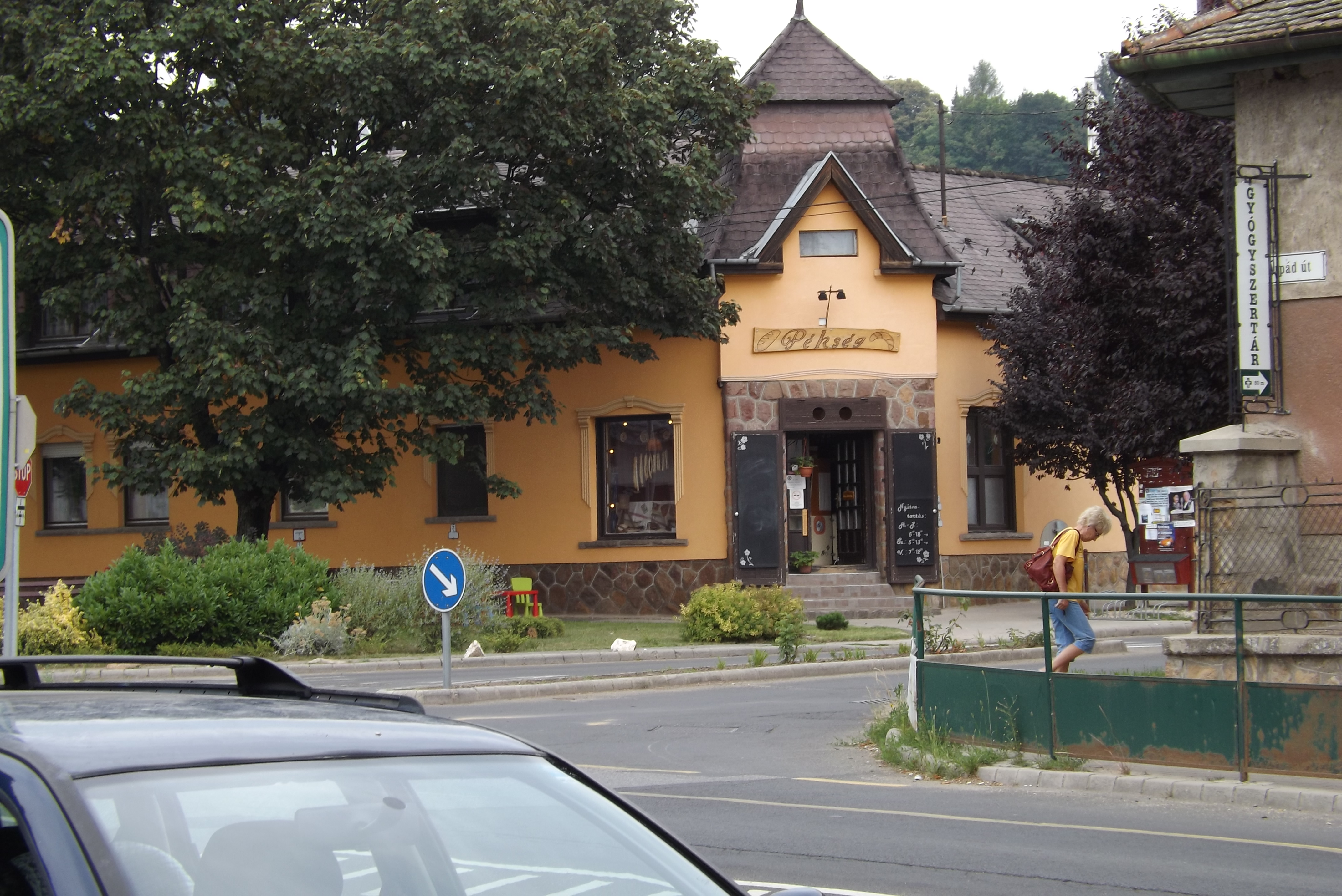
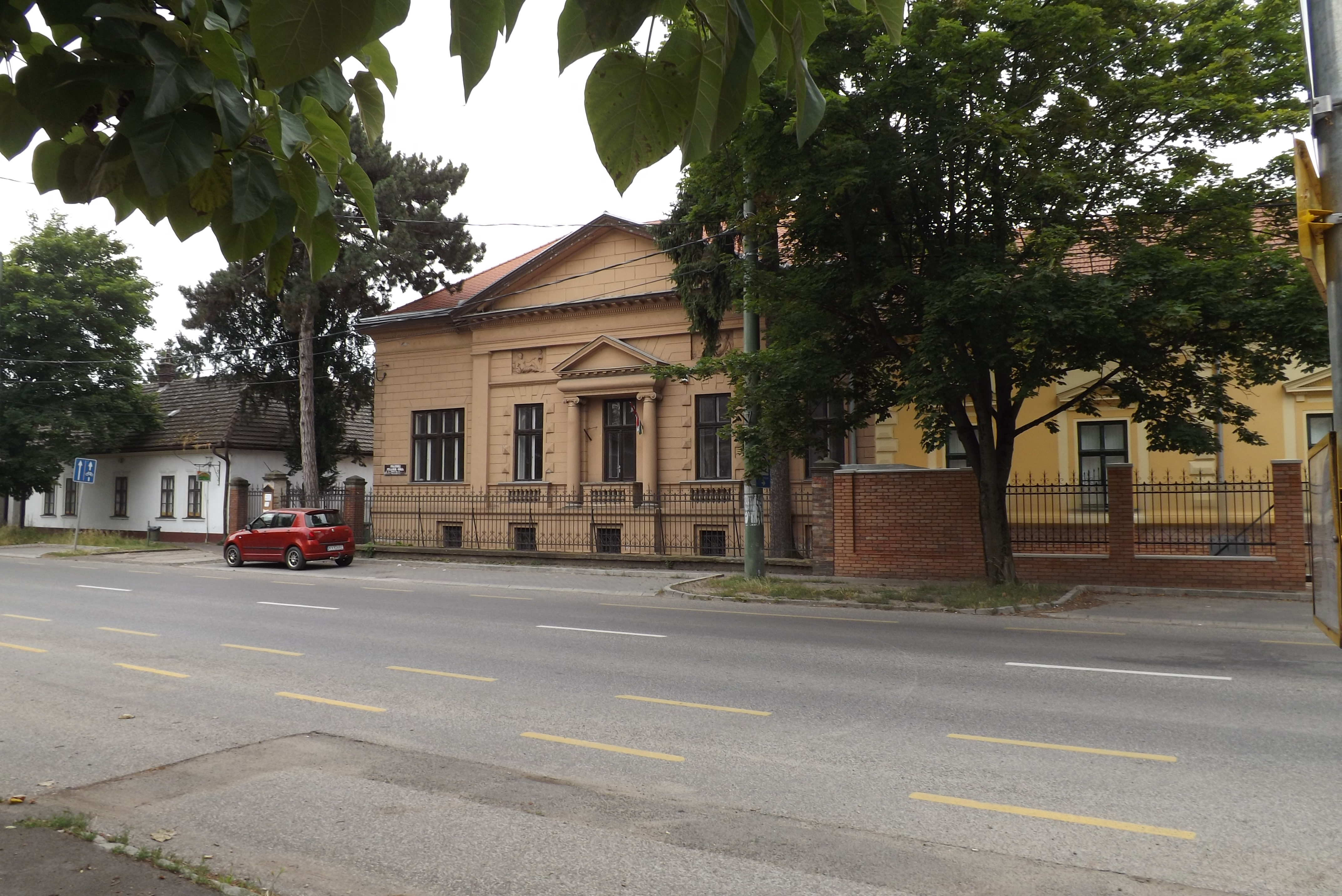
Die Hauptstraße
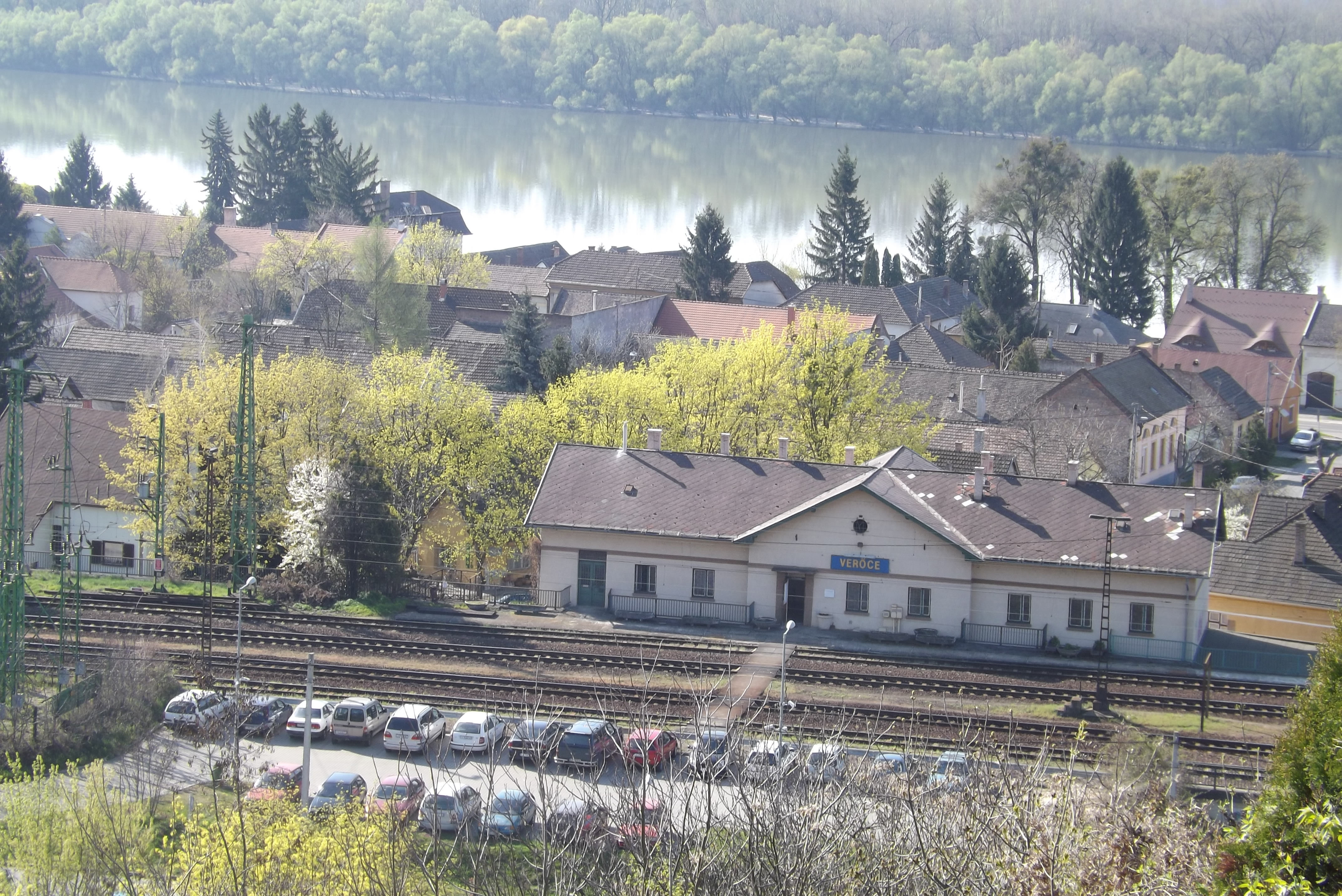
Haltestelle der Bahn
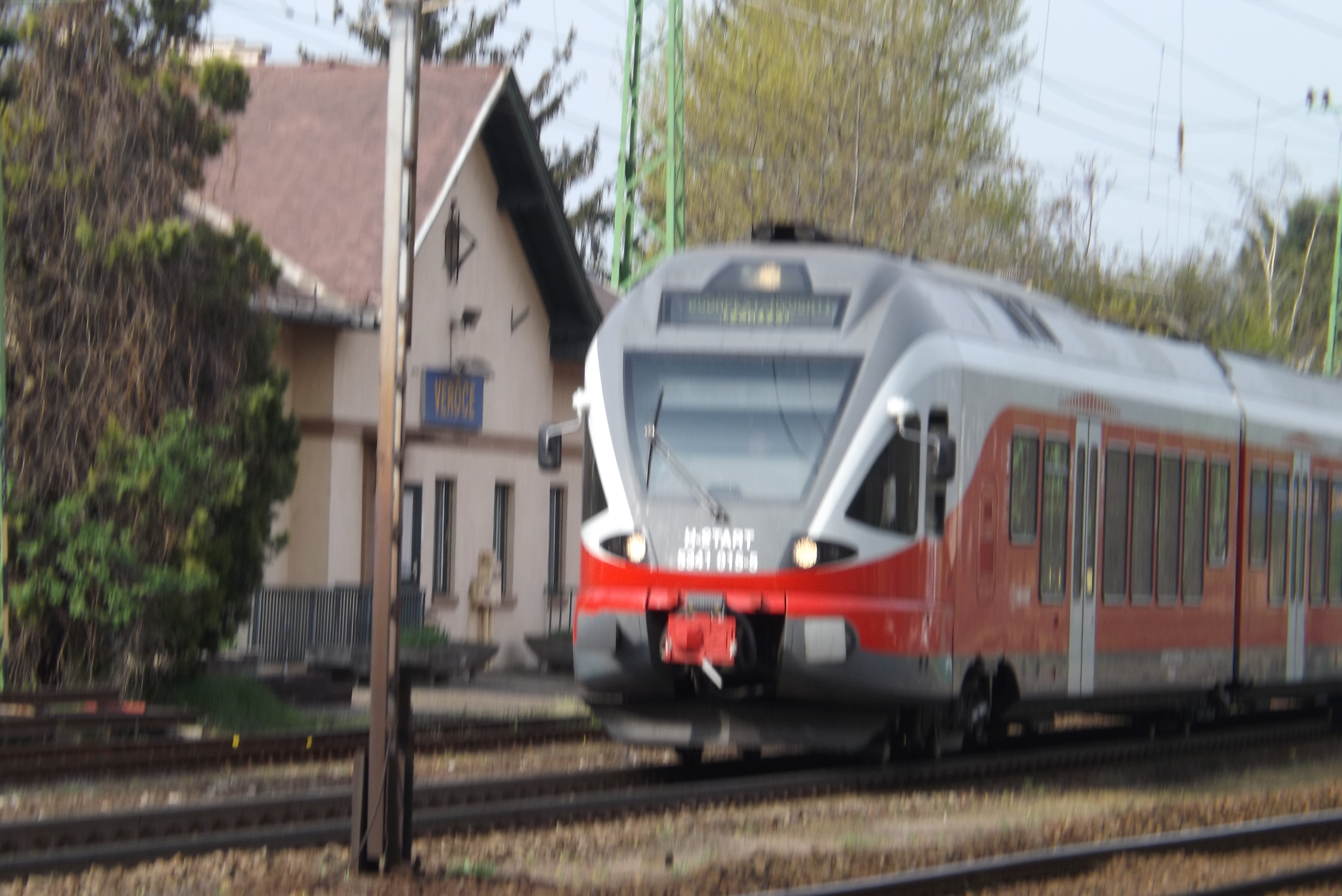
Haltestelle der Bahn

## Verkehr
Über die Landesstraße 12 ist die Autobahn M2 und die Landesstraße 2 zu erreichen.
Der Ort hat vier Haltepunkte an den Bahnstrecken Budapest–Szob bzw. Vác–Balassagyarmat.

## Städtepartnerschaften
Testvértelepülés
Császlóc
Galábocs
- Plášťovce, Slowakei, 1998
- Kose, Estland, 2007
- Dalgety Bay, Vereinigtes Königreich, 2015